# Joanna Borov
Joanna Borov es una modelo polaca radicada en Los Ángeles, California. Durante su carrera ha participado en campañas publicitarias para varias marcas y ha modelado en las pasarelas de las semanas de la moda de Londres, Los Ángeles, Nueva York y París. En 2020 apareció en la portada de la revista Playboy en su versión ucraniana y ha figurado en las páginas de otras revistas de moda como Maxim, Vogue, FHM, L'Officiel y Marie Claire.

## Biografía

### Estudios y primeros años de carrera
Borov nació en Polonia, pero emigró al Reino Unido después de realizar una maestría en derecho en la Universidad de Varsovia. En Londres continuó su formación académica, ingresando en la Universidad de las Artes de Londres. Por esa misma época inició su carrera en el modelaje, trabajando con importantes marcas en campañas publicitarias y apareciendo en eventos como las semanas de la moda de París, Los Ángeles y de Londres.

### Popularidad
En 2018 ganó los certámenes de belleza Miss Motors Formula 1 Silvestone y World Beauty Queen Poland, representando a su país en el evento Word Beauty Queen realizado en Corea del Sur ese mismo año. En 2019 fue invitada a participar como miembro del jurado del concurso Miss Film Festival International en Argentina, y aprovechó su estancia en ese país para trabajar en campañas publicitarias con marcas locales.
Ese mismo año viajó a los Estados Unidos para firmar con agencias de modelaje en Los Ángeles y Nueva York. En 2020 apareció en la portada de la revista Playboy en su versión ucraniana y figuró en las páginas de otras revistas especializadas en moda como FHM, Vogue, Maxim, L'Officiel y Marie Claire. En julio de 2021 participó en la Miami Swim Week, y en septiembre del mismo año desfiló en la semana de la moda de Nueva York con diseñados creados por Anthony Rubio. Actualmente Borov escribe libros sobre nutrición, administra un blog sobre vida saludable, es la fundadora de una empresa de diseño de moda infantil con materiales orgánicos y trabaja en proyectos de adopción de animales en condición de calle.